# Marcello Bertinetti
Marcellino "Marcello" Bertinetti (ur. 26 kwietnia 1885 w Vercelli, zm. 31 lipca 1967 tamże) – włoski szermierz i piłkarz, czterokrotny medalista olimpijski i srebrny medalista mistrzostw świata.
Startował w szabli i szpadzie. Podczas igrzysk olimpijskich w Londynie w 1908 roku wspólnie z Riccardo Nowakiem, Alessandro Pirzio Birolim, Abelardo Olivierem i Sante Ceccherinim zdobył srebrny medal w szabli drużynowej. W turnieju indywidualnym odpadł w półfinałach. Startował tam także w szpadzie, zajmując czwarte miejsce drużynowo oraz odpadając w drugiej rundzie turnieju indywidualnego. W latach 1911–1922 był lekarzem we Włoskiej Afryce Północnej (obecnie Libia). 
Wziął udział w igrzyskach olimpijskich w Paryżu w 1924 roku, gdzie razem z Oreste Moriccą, Bino Binim, Giulio Sarrocchim, Renato Anselmim, Guido Balzarinim, Oreste Pulitim i Vincenzo Cuccią zdobył złoty medal w szabli drużynowej. W szabli indywidualnej pewnie awansował do finału, Po tym jak w trzech pierwszych pojedynkach Puliti pokonał jego, Biniego i Sarrocchiego komisja sędziowska pod przewodnictwem Węgra Györgyego Kovácsa uznała, że Włoscy szabliści specjalnie przegrali swe walki by ułatwić Pulitiemu walkę o złoty medal. Urażony Puliti zagroził Kovácsowi pobiciem, za co został zdyskwalifikowany. Pozostali Włoscy zawodnicy wycofali się z rywalizacji na znak protestu. W szpadzie drużynowej Włosi w składzie: Marcello Bertinetti, Giovanni Canova, Vincenzo Cuccia, Giulio Basletta, Virgilio Mantegazza i Oreste Moricca zajęli trzecie miejsce. W szpadzie indywidualnej nie startował. Brał też udział w igrzyskach olimpijskich w Amsterdamie w 1928 roku, gdzie Giulio Basletta, Marcello Bertinetti, Giancarlo Cornaggia-Medici, Carlo Agostoni, Renzo Minoli i Franco Riccardi zwyciężyli w szpadzie drużynowej.
Podczas mistrzostw świata w Neapolu w 1929 roku (oficjalnie zawody tego cyklu rozgrywane są pod tą nazwą dopiero od 1937) wywalczył srebrny medal w szpadzie indywidualnej, rozdzielając na podium Francuza Philippe'a Cattiau i Franco Riccardiego.
Był również piłkarzem w Pro Vercelli i jednym z założycieli sekcji piłki nożnej w tym klubie. W 1908 roku zdobył z tym zespołem mistrzostwo Włoch.
Jego syn Franco oraz wnuk – również Marcello także zostali szermierzami.